# آندرومدا (صورت فلکی)

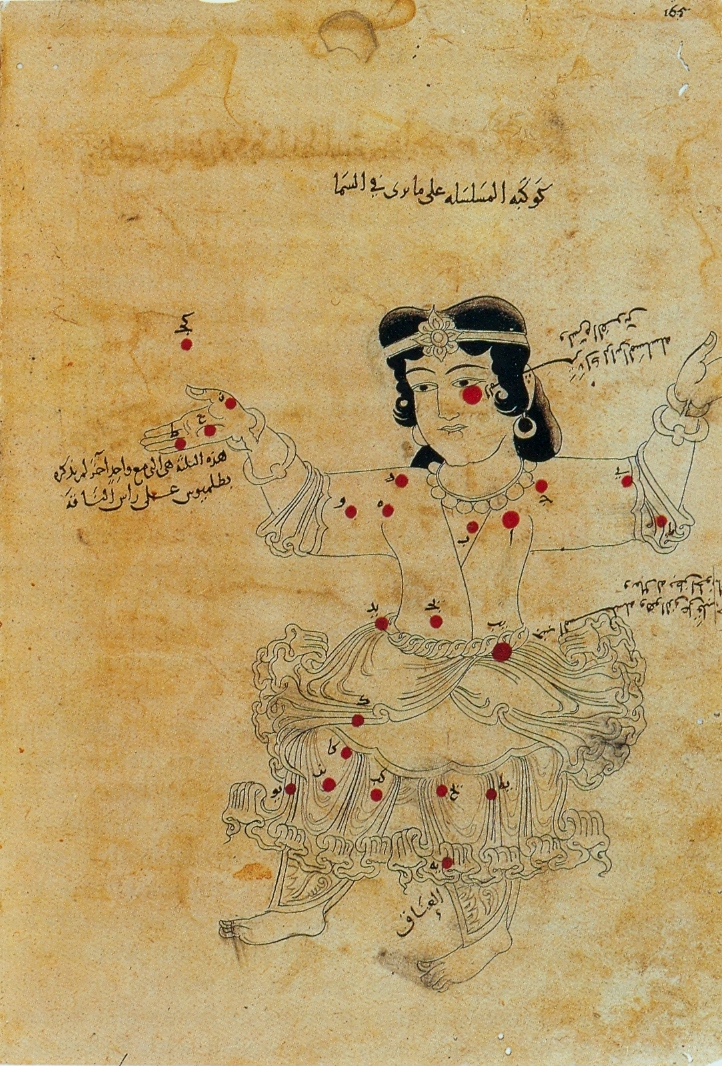
از کتاب صورالکواکب اثر عبدالرحمان صوفی

آندرومدا، زنِ بَرزَنجیر یکی از صورت‌های فلکی در شمال استوای آسمانی است که بزرگ‌ترین کهکشان همسایه به کهکشان راه شیری با نام کهکشان آندرومدا در آن دیده می‌شود. آندرومدا یکی از ۴۸ صورت فلکی است که توسط اخترشناس یونانی-رومی قرن دوم؛ بطلمیوس؛ لیست شده‌اند و همچنین یکی از ۸۸ صورت فلکی امروزی است. نام این صورت فلکی برگرفته از نام آندرومده دختر کاسیوپه در اساطیر یونانی است که به صخره‌ای زنجیر شد تا توسط کتوس هیولای دریا، خورده شود. آندرومدا به همراه چندین صورت فلکی دیگر که همگی بر اساس شخصیتهای افسانه پرسئوس نامگذاری شده‌اند، در شبهای پاییزی در نیم‌کره شمالی واضح‌ترین حالت را دارند. به دلیل میل شمالی آن، آندرومدا تنها از نقاطی که در شمال عرض جغرافیایی ۴۰ درجه جنوبی قرار دارند قابل مشاهده است و برای نقاطی که در جنوب عرض جغرافیایی ۴۰ درجه قرارمی‌گیرند پایین‌تر از افق است. آندرومدا با مساحتی برابر ۷۲۲ درجه مربع، یکی از بزرگترین صورتهای فلکی است. این مساحت ۵۵٪ اندازه بزرگترین صورت فلکی (مارباریک)و بیش از ۱۰ برابر کوچکترین صورت فلکی (چلیپا) است.
روشن‌ترین ستاره آن سرةالفرس (به انگلیسی: Alpha Andromeda)، یک ستاره دوتایی است که گاهی آن را به عنوان بخشی از صورت فلکی اسب بالدار (فَرَس اعظم) نیز برشمرده‌اند. ستاره دیگر آن عناق‌الارض (به انگلیسی: Gamma Andromeda)، یک ستاره دوتایی رنگی است که هدف محبوبی برای اختر شناسان تازه‌کار به‌شمار می‌رود. بتا زن برزنجیر (به انگلیسی: Beta Andromeda) یک غول سرخ است که رنگ آن با چشم برهنه قابل مشاهده است.
کهکشان آندرومدا که ۲٫۲ میلیون سال نوری با ما فاصله دارد، نزدیکترین کهکشان مارپیچی به راه شیری است و دورترین پدیده‌ای است که با چشم برهنه دیده می‌شود. این کهکشان یکی از روشن‌ترین اجرام مسیه است. چندین کهکشان کم فروغ تر مانند مسیه ۳۲ و مسیه ۱۱۰ که کهکشان‌های همراه آندرومدا هستند؛ یا کهکشان دورتر ان‌جی‌سی ۸۹۱ نیز در صورت فلکی زن بر زنجیر جای دارند. سحابی گلوله برف آبی (یا سحابی گلوله برف؛ ان‌جی‌سی ۷۶۶۲) که یک سحابی سیاره‌نماست نیز با تلسکوپ به صورت یک جسم گرد آبی قابل دیدن است.
در اخترشناسی چینی، ستارگانی که آندرومدا را می‌سازند همگی اعضای چهار صورت فلکی دیگر بودند که از نظر اخترشناسی و اساطیری در خور اهمیت بوده‌اند. در اسطوره‌شناسی هندوئیسم نیز یک صورت فلکی مرتبط با آندرومدا وجود دارد.

## ستاره‌ها
قدر ظاهری سرةالفرس پرنورترین ستاره این صورت فلکی، ۲٫۱ است. در دسته‌بندی ستارگان بایر (آلفا) آندرومدا نامیده شده‌است.
قدر ظاهری صورت فلکی آندرومدا به روش اندازه‌گیری باستان بین ۷ تا ۸ می‌باشد، و به روش اندازه‌گیری جدید چیزی حدود ۴.

## اجرام عمقی آسمان

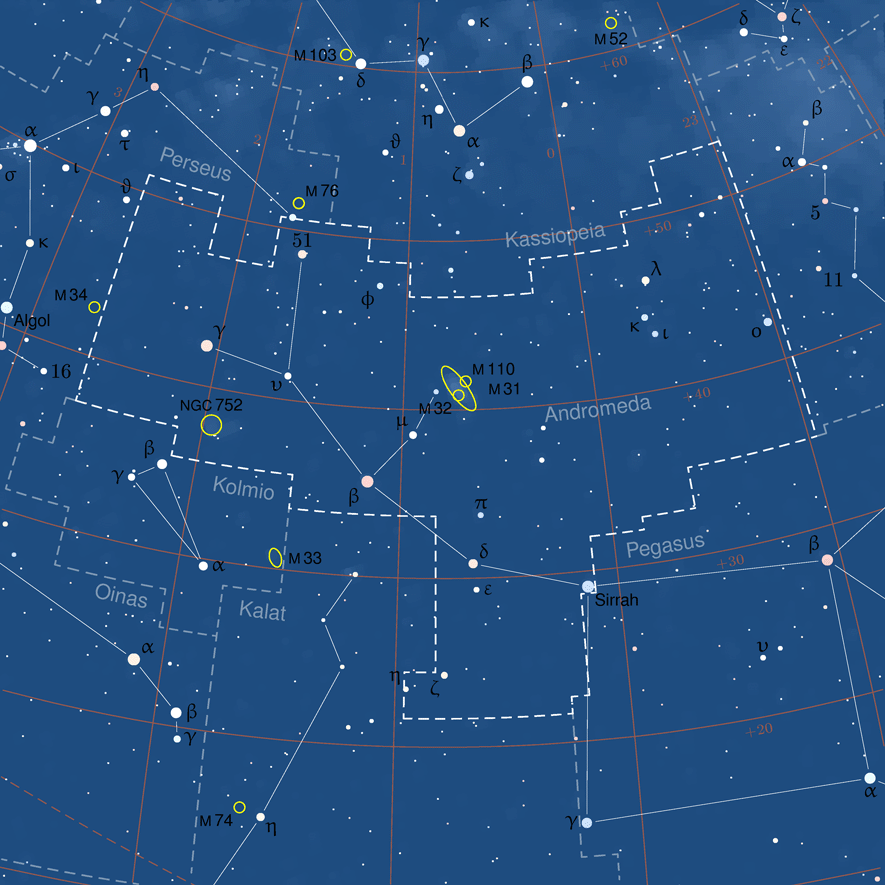
موقعیت آندرومدا در فضا به همراه صورفلکی مجاورش

آنچه در این قسمت آسمان شایان توجه بسیار است شیء است که نام علمی آن NGC224 است و در نزدیکی (نو) آندرومدا جای دارد. به چشم غیرمسلح  به صورت ستاره ابر مانندی از قدر پنجم می‌آید به سرشت واقعی آن فقط با کمک تلسکوپی نیرومند می‌توان پی برد. کهکشان آندرومدا کهکشانی است کاملاً شبیه به کهکشان ما این کهکشان از میلیاردها ستاره تشکیل شده و اندکی از کهکشان ما بزرگ‌تر است دورترین شیی است در فضا که با چشم برهنه می‌توان دید. نوری که کهکشان بزرگ آندرومدا را ترک کند پس از سفری ۲٬۵۰۰٬۰۰۰ ساله در فضا به ما می‌رسد.

## در اساطیر
آندرومدا در اساطیر یونانی نام زنی بوده‌ که پرسئوس پهلوان، عاشق وی بوده‌است و در بند اژدهایی در ساحلی در حبشه با زنجیر زندانی بود. پرساوش (پرسئوس) با کشتن اژدهای مزبور وی را آزاد می‌کند و آن دو ازدواج می‌کنند. از ایشان فرزندانی پدید می‌آید از جمله پرسس. بنابر این افسانه‌ها، پرسس نیای پارسیان (ایرانیان) است.
آندرومدا دختر زیبای سِفِئوس (قیفاووس) و کاسیوپیه (ذات‌الکرسی) پریان را از خودخواهی بیش از اندازه‌اش به خشم آورد. نپتون، برای تنبیه وی، او را به صخره‌ای در کناره دریا زنجیر کرد تا شکار اژدهایی دریایی شود که در آن هنگام ساحل دریا را عرصه تاخت و تاز خود کرده بود درست در همان لحظه‌ای که اژدها به آندرومدا حمله آورده بود، پرسئوس با جادو غول را به سنگ بدل کرد و آندرومدا را نجات داد.

## تاریخچه رصد
عبدالرحمان صوفی رازی، ستاره‌شناس ایرانی سدهٔ سوم و چهارم هجری (حدود ۹۶۴ میلادی)، نویسندهٔ کتاب صورالکواکب اولین کسی است که کهکشان آندرومدا را در کتاب  صورالکواکب گزارش کرد.
وی اولین کاشف کهکشان‌ها و سحابی‌های بیرون از راه شیری است و نیز به محاسبه زمان طولانی «سحابی‌های متغیر» پرداخت. او پژوهش کاملی در مورد کهکشان آندرومدا انجام داد که این نخستین رصد ثبت‌شده از این کهکشان است.